# Pontiac Bandit (Brooklyn Nine-Nine)
"Pontiac Bandit" es el duodécimo episodio de la primera temporada de la serie estadounidense Brooklyn Nine-Nine. Fue escrito por los escritores de la serie Norm Hiscock y Lakshmi Sundaram y dirigido por Craig Zisk. Se emitió por Fox en los Estados Unidos el 7 de enero de 2014. Fue el decimotercer episodio en ser producido pero el duodécimo en ser emitido.

## Resumen
Charles Boyle (Joe Lo Truglio) regresa al recinto en una scooter después de recuperarse de un disparo. Rosa Díaz (Stephanie Beatriz) le presenta a Jake Peralta (Andy Samberg) un ladrón de identidades, Doug Judy (Craig Robinson), quien tiene información sobre el "El bandido de Pontiac", un criminal que Peralta ha estado buscando durante mucho tiempo. Judy organiza una reunión con "el bandido" y acepta llevar un cable bajo vigilancia policial. Sin embargo, cuando Judy no le da a la policía una señal preestablecida, asaltan el lugar y descubren que el "Bandido" es en realidad el barbero de Judy (London Kim). Luego reciben una llamada de Judy, quien se revela a sí mismo como el verdadero Bandido, después de haber organizado su propia fuga.
Raymond Holt (Andre Braugher) intenta encontrar un hogar para dos cachorros. El resto de la comisaría lucha por soportar a un Boyle lesionado, quien decide regresar a casa hasta que esté mejor y lleva a los perros para hacerle compañía.

## Recepción

### Espectadores
En su emisión estadounidense original, "Pontiac Bandit" fue visto por un estimado de 3,44 millones de espectadores domésticos y obtuvo una participación de audiencia de 1,5 / 4 entre adultos de 18 a 49 años, según Nielsen Media Research.  Esta fue una disminución del 7% en la audiencia con respecto al episodio anterior, que fue visto por 3,66 millones de espectadores con un 1,6 / 5 en la demografía de 18 a 49 años. Esto significa que el 1,5 por ciento de todos los hogares con televisores vieron el episodio, mientras que el 4 por ciento de todos los hogares que veían televisión en ese momento lo vieron.

### Revisiones críticas
"Pontiac Bandit" recibió críticas positivas de la crítica. Roth Cornet de IGN le dio al episodio un "excelente" 8.8 sobre 10 y escribió: "Brooklyn Nine-Nine regresó con un episodio que se disparaba a toda máquina. El programa realmente ha alcanzado su ritmo mientras se dirige a la segunda mitad de su temporada de primer año".
Molly Eichel de The A.V. Club le dio al episodio una calificación de "B +" y escribió: "Brooklyn Nine-Nine regresa de su pausa invernal con el brillo de sus nominaciones al Globo de Oro. El programa en sí obtuvo un reconocimiento como mejor comedia / musical, y Andy Samberg ahora puede ser conocido para siempre. como "nominado al Globo de Oro" en la categoría de mejor actor de comedia. Incluso como alguien con un afecto genuino por el programa, vi los nominados y pensé: "¿En serio?" Creo plenamente en la tontería de los premios en general, pero el reconocimiento de Brooklyn Nine-Nine fue todavía una sorpresa". 
Alan Sepinwall de HitFix escribió: "La historia que proporciona el título de 'Pontiac Bandit' era de un tipo que esperaba que Brooklyn acabara con Brooklyn por un tiempo, ya que Jake vuelve a estropear por no escuchar algunos consejos claramente sabios. . Pero también fue tan divertido, e hizo un uso tan bueno de cada miembro del conjunto, además de la estrella invitada Craig Robinson, que al final no me importó mucho ". Aaron Channon de Paste le dio al episodio un 7.0 sobre 10 y escribió: "'Pontiac Bandit', a pesar de la presencia del gran Craig Robinson, es uno de los episodios más débiles de Brooklyn Nine-Nine. El mejor escenario es que, debido al único fracaso de Peralta, Doug Judy se convertirá en un personaje recurrente cuyo único propósito es atormentar a Peralta con sus maneras brománticas y su exclusividad".